# Thyreodon fernaldi
Thyreodon fernaldi là một loài tò vò trong họ Ichneumonidae.